# Larry Aldrich
Larry Aldrich (Manhattan, 13 de junio de 1906-ib., 26 de octubre de 2001) fue un diseñador de moda estadounidense, coleccionista de arte y fundador del Museo de Arte Contemporáneo Aldrich.

## Datos biográficos

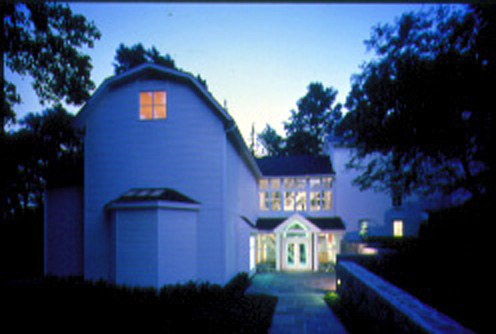
Aspecto del Museo Larry Aldrich antes de su remodelación

Comenzó a trabajar en el negocio de la moda en el año 1924. Su nombre no apareció en las etiquetas hasta la década de 1940.
Fue el presidente del New York Couture Group.
Fue el fundador del Museo Aldrich de Arte Contemporáneo en 1964. El museo entrega el Premio Larry Aldrich anualmente.